# Ведут
Ведут или ведута (на италиански: veduta: изглед, гледка) е вид пейзажна живопис и представлява достоверно изображение на природен или градски изглед. В историята на оформлението на градини с това понятие често се обозначава и отделна част от парка, която може да се наблюдава от един или няколко определени гледни точки.
Рисуването на ведути се числи към пейзажната живопис. Най-често това понятие се използва като синоним на „градски изглед“. По-правилно обаче би било, ако се придържаме към италианската етимология на думата, понятието да обхваща и представянето на природни пейзажни мотиви в почти реалистична форма, както например често рисуваните през 18 век изгледи от водопадите в Тиволи.

## История
Изкуствознанието приема, че жанрът на ведута е възникнал през 17 век. Но може да бъде зададен въпроса, дали интереса към градските изгледи не е много по-стар. Гравюрите от поклоннически пътувания или пътешествия от средата на 15 век, както например градските изгледи от Венеция на Ройвих (Reuwich), или Йерусалим в произведението на Бернхард фон Брайденбах (Bernhard von Breidenbach) „Пътуване до Светите места“ са нещо между пейзаж и ведут, защото там центърът е поставен по-скоро върху документалното изображение, а не толкова върху художественото. Със сигурност сред венецианската живопис около 1500 г. могат да се открият много картини, чиято тема е изобразяването на градската архитектура. Най-известният пример е цикълът на Джентиле Белини, посветен на християнските реликви на кръста и създаден за Scuola San Giovanni Evangelista (около 1495 г.) Днес той се намира в Академията на Венеция (Accademia). „Процесията на площад Сан Марко“ на Белини (1495 г.) или „Чудото на реликвата от Светия кръст“ (1494 г.) на Виторе Карпачо са най-малкото предшественици на ведутната живопис. Целта на подобни градски изгледи била да увековечи събития с историческо или религиозно значение, както и празненства като процесии и коронации. Навлизането на гравюрата от барока насам давала възможност те да се разпространяват масово.
От решаващо значение за огромния успех на този жанр имал т.нар. „италиански туризъм“ на английската аристокрация, който достигнал връхната си точка през 18 век. Станало обичай да се вземат като сувенир от това „голямо пътуване“ до Италия картини, изобразяващи римската античност или изгледи от северноиталианските градове. Бернардо Белото се занимавал в своето творчество предимно с действителността, докато Джовани Батиста Пиранези рисувал предимно антични капричиа с фантастични мотиви.

## Композиция
Ведутът изобразява градска панорама, най-често с изглед към река, канал, площад или улица, които привличат погледа по права линия в дълбочина. Има разлика между картини с „градски интериор“ и такива, които показват пресечната точка между града и околностите и по този начин свързват сюжетите „ведут“ и „пейзаж“.
При ведута има нещо от проспекта, те са като кулиси и документират особено привлекателни и очарователни пейзажи или група от сгради. Но в смисъла на „изглед“ – функция, продължена по-късно от фотографията и илюстрованите картички – те все пак искат да бъдат разглеждани и като картини, като произведение на изкуството, а не само като документ.

## Представители
За „баща на ведута от ново време“ според Анджей Ротермунд 2005 (Andrzej Rottermund 2005) се смята холандско-италианския художник Каспар ван Вител, който изучил живописта в Холандия, но по-голямата част от живота си прекарал в Рим, където предал своя опит на италианските майстори. Чрез него като работен инструмент в италианската ведутна живопис се въвежда камера обскура и от нея са се ползвали главните представители на венецианската школа на ведутната живопис, а именно Джовани Антонио Канале, наречен Каналето, Бернардо Белото, също наричан Каналето, Франческо Гуарди и Микеле Мариески. Видни представители на ведутната живопис са и Джовани Батиста Пиранези, Доменико Квальо и Рудолф Вигман / Rudolf Wiegmann/. Едно от известните имена през 19 век и шотландецът Давид Робъртс.

## Галерия
- Бернардо Белото, „Пазарният площад в Пирна“
- Каспар ван Вител „Църквата Св. Петър в Рим“
- „Изглед от Шафхаузен“ от Аугуст Менкен
- Бернардо Белото „Верона“